# جبر الفياض (ممثل)
جبر أحمد الفياض ممثل قطري· عضو سابق في فرقة مسرح الأضواء 1976 م. شارك في العديد من المهرجانات الخليجية والعربية والعديد من المسرحيات والمسلسلات الإذاعية والتلفزيونية.

## أعماله

### في التلفزيون
- عيد وسعيد (1980)
- فايز التوش 1 (1984)
- علاء الدين أبوالشامات (1985)
- بنات الفريج (1986)
- مأساة ريم (1986)
- قلعة الشطار (1986)
- زهرة الجبل (1987)
- التائهة (1987)
- الناس الطيبين (1988)
- صرخة ندم (1989)
- أيام العمر (1991)
- حلم شهريار (1992)
- عفوا سيدي الوالد (1994)
- نأسف لهذا الخلل (1996)
- عيال الذيب (2000)
- مسلسل الجار (2019)
- مسلسل العمر مرة (2020)

### في المسرح
- قيس ولبنى (1978)
- الحب الكبير (1978)
- طبيب رغم أنفه (1980)
- الكفتريا والزنجبيل (1982)
- هالشكل يازعفران (1983)
- أنشودة الدم (1983)
- جريمة في حي البندقية (1984)
- ياليل ياليل (1984)
- المتراشقون (1985)
- مقامات بن بحر (1987)
- الحادث والكائن (1993)
- غناوي الشمالي (1999)
- ماباقي الازولية (2004)
- ياهل الشرق (2005)
- الكرسي (2005)